# 中世紀晚期危機

比利时图尔奈當地居民埋葬因鼠疫而死的受害者

中世纪晚期危机是指14世纪和15世纪時期，中世紀後期欧洲境內出現的一系列事件。  此時歐洲境內出現三大危机，分別是人口崩溃、政治不稳定和宗教动乱。 
1315–1317年大饥荒以及1347年至1351年期間的黑死病導致欧洲人口至少减少一半。直到1500 年，欧洲人口才恢复到1300年的水平。此外中世纪晚期的欧洲經常爆發民众起义。而且各國國內的贵族之间也頻繁發生衝突，例如英国就出現玫瑰战争，法国也爆發了九次内战。各國之間也頻繁發生衝突，例如百年战争。
此時又出現天主教會大分裂，原本天主教會只有一位教宗，此時出現多個教宗。經歷過大空位時代的神圣罗马帝国正逐漸衰落，德意志各邦開始各自為政。